# Parlementsverkiezingen in Mali (2007)
De Parlementsverkiezingen in Mali van 2007 vonden op plaats op 1 juli (eerste ronde) en 22 juli (tweede ronde) en werden gewonnen door de lijstverbinding Alliance pour la démocratie et le progrès die 113 zetels verwierf in de Nationale Vergadering. De lijstverbinding Front pour la démocratie et la république bleef steken op 15 zetels.

## Uitslag
Van de kiesgerechtigden (6.267.372) brachten er 2.092.738 (33,9%) hun stem uit.
| Partij | Zetels    | %         |
| --- | --------- | --------- |
| Alliance pour la démocratie et le progrès (Alliance pour la démocratie au Mali, Union pour la république et la démocratie en bondgenoten) | 113       |           |
| Front pour la démocratie et la république (Rassemblement pour le Mali en bondgenoten)                                                     | 15        |           |
| Solidarité africaine pour la démocratie et l'indépendance                                                                                 | 4         |           |
| Partijloos | 15        |           |
| Malinezen in het buitenland | 13        |           |
| Totaal | 160       |           |
| |           |           |
| Opkomst | Opkomst   | 33,90     |
| Totaal aantal kiesgerechtigden | 6.267.373 | 6.267.373 |
| Bron: AED |           |           |